# Владимир (Котляров)
Митрополи́т Влади́мир (в миру Влади́мир Са́ввич Котляро́в; 27 мая 1929, Актюбинск — 19 января 2022, Санкт-Петербург) — архиерей Русской православной церкви. Митрополит Санкт-Петербургский и Ладожский (1995—2014). На момент смерти являлся старейшим по хиротонии и по возрасту архиереем Русской православной церкви.

## Биография

### До архиерейства
Родился 27 мая 1929 года в Актюбинске. Отец Савва Степанович Котляров (1898—1982), диакон, ставший впоследствии священником. Мать — Гликерия Ефимовна Котлярова (1901—1966). Помимо Владимира (самого младшего), в семье было ещё пятеро детей. Брат — полковник запаса, живет в Москве, пенсионер. Одна сестра работала учителем, живет в городе Майкоп, пенсионерка, другая много лет пела в хоре Владимирского собора Киева, пенсионерка, недавно переехала к брату в Санкт-Петербург. Остальные братья и сестры уже умерли.
Предки-крестьяне переселились в Казахстан в начале XX века. В 1933 году Владимир был при смерти от голода. Спасли его собранные и сданные в «Торгсин» золотые цепочки и крестики, а также — осколок разбитой в церкви ворами золотой причастной чаши, не замеченный ими второпях — по решению клира осколок был передан в семью отца. Вскоре Владимир перенес перелом позвоночника.
С детства мы воспитывались в вере. Другой разговор, что до тех пор, пока мне не исполнилось 13 лет, я и не догадывался, что мой отец — священник. Отцу приходилось скрывать свой сан, за ним охотились работники госбезопасности, мы много переезжали. Документы о своем рукоположении отец хранил в тайнике. Сам я, когда решился стать священником, то сначала приобрёл себе гражданскую специальность, которая, как я считал, может пригодиться мне в лагере.
О приходе к вере: «У меня не было борений, исканий, потому что я видел своего отца, присутствовал на богослужении. Я вошёл в Церковь просто и безболезненно, и решил остаться. Хотя, конечно, читал я и Белинского, и Чернышевского, и Маркса, и Энгельса — искал истину, но ответа в этих книгах не получил».
«Чтобы получить гражданскую профессию на случай если сошлют или посадят», он поступил на бухгалтерское отделение Джамбульского техникума статистики ЦСУ Госплана СССР, который окончил в 1948 году. Только после этого он поступил в Московскую духовную семинарию, которую окончил в 1952 году по первому разряду.
С августа 1952 года — псаломщик в Никольском кафедральном соборе Алма-Аты.
22 мая 1953 года в Никольском кафедральном соборе архиепископом Алма-Атинским Николаем (Могилевским) рукоположён во диакона, а 24 мая — во иерея и оставлен при том же соборе.
В конце 1953 года зачислен на заочный сектор Ленинградской духовной академии. Благословляя в 1954 году священника Владимира на поступление в Ленинградскую духовную академию, архиепископ Николай подарил юному пастырю свой академический значок в надежде, что в будущей деятельности в качестве студента он будет руководствоваться стремлением следовать лучшим традициям русской богословской школы предреволюционного времени. Поступив на заочное обучение, Владимир один раз съездил на экзамены. Но билет от Алма-Аты до Ленинграда и обратно был очень дорогим. Владимир попросил, чтобы ему помогли в следующий раз оплатить дорогу. Но епархиальному управлению это оказалось не под силу, и архиепископ Николай благословил ему переход на очное обучение.
В 1958 году окончил полный курс академии по первому разряду со степенью кандидата богословия и оставлен профессорским стипендиатом по кафедре истории Русской церкви. За курсовое сочинение по истории Русской церкви на тему «Троице-Сергиева пустынь Петроградской епархии» был удостоен учёной степени кандидата богословия и оставлен профессорским стипендиатом на кафедре истории Русской церкви.
В 1959—1962 годах преподавал в Ленинградской духовной семинарии литургику, затем — Священное Писание Ветхого Завета.
Во время учёбы и преподавания пять лет был священником закрытой в 1961 году домовой Крестовой церкви митрополита Ленинградского в Духовском корпусе Александро-Невской лавры.
С 1961 года участвовал в миротворческой и экуменической деятельности Русской православной церкви (РПЦ). В 1961 году входил в первую делегацию РПЦ на заседании Всемирного совета церквей (ВСЦ) в Нью-Дели.
В феврале 1962 года пострижен в монашество и назначен на должность заместителя начальника Русской духовной миссии в Иерусалиме.
Иеромонах Владимир был в числе делегатов от Русской православной церкви на III ассамблее Всемирного совета церквей (1962).
10 октября ЦК КПСС принял постановление: «Разрешить Совету по делам Русской православной церкви дать согласие Московской патриархии принять приглашение и направить на Второй Ватиканский собор в качестве наблюдателей Борового В. М., Котлярова В. С., Соколовского П. С. и одного переводчика на все время работы Собора».
В октябре 1962 года возведён в сан архимандрита и направлен наблюдателем от РПЦ на открывшийся Второй Ватиканский собор.

### Архиерейство
29 ноября 1962 года постановлением Священного синода назначен постоянным представителем Московского патриархата при Всемирном совете церквей (ВСЦ) и одновременно определен быть епископом Звенигородским, викарием Московской епархии.
30 декабря 1962 года хиротонисан во епископа Звенигородского. Хиротонию совершали: патриарх Московский и всея Руси Алексий I, митрополит Ленинградский и Ладожский Пимен (Извеков), архиепископ Ярославский и Ростовский Никодим (Ротов), архиепископ Сурожский Антоний (Блум), епископ Венский и Австрийский Филарет (Денисенко).
30 марта 1964 года назначен епископом Воронежским и Липецким с освобождением от обязанностей представителя Московского патриархата при ВСЦ. На кафедре – с 16 мая 1964 года. Уполномоченный Совета по делам религии дал ему следующую характеристику: “Котляров В.С. в своей деятельности не останавливается перед нарушением советского законодательства о культах. Котляров В.С. работает над собой, регулярно занимается с преподавателем английским языком, читает иностранную прессу. Большая активность Котлярова В.С., широкий кругозор делают его особенно опасным идеологическим противником”.
С 5 февраля 1965 года — епископ Подольский, викарий Московской епархии и представитель Московской патриархии при патриархе Антиохийском. Ближний Восток на тот момент был зоной острого соперничества между СССР и США, которые использовали все каналы, в том числе и церковные, для утверждения своего влияния.
В отличие от своих предшественников епископов Иоанна (Вендланда) и Леонтия (Гудимова), не только проявлял живейшее участие в проблемах внутренней жизни Антиохийской церкви, но и активно стремился влиять на складывающиеся обстоятельства в интересах группы прорусских митрополитов, которых также называли «левыми». При этом «левым» митрополитам и священникам Антиохийского патриархата, ориентировавшимся на Русскую православную церковь и СССР, противостояли «правые», которые ориентировались на США и греческие православные церкви, в первую очередь, Константинопольский патриархат. «Правые» группировались вокруг Движения православной молодёжи, возглавляемого Георгием Ходром. К числу недоброжелателей епископа Владимира относился и тогдашний патриарх Антиохийский Феодосий VI. Так, в ноябре 1965 года епископ Владимир откровенно заявил патриарху в ответ, как писал епископ, «на интриги Феодосия»: «мы стараемся укрепить Антиохийскую Церковь и патриарший престол, а в ответ на это я наблюдаю вот уже девять месяцев открытую кампанию против нашего Представительства. Лично для меня это не слишком важно, но, возвратившись в Москву, я должен буду откровенно сказать Святейшему и Синоду, какую благодарность я увидел здесь за все наши благодеяния».
С 19 ноября 1966 года — епископ Кировский и Слободской.
Борис Талантов цитировал слова епископа Владимира из проповеди 28 мая 1967 года: «Мы должны приспособляться к новым обстоятельствам и условиям жизни подобно ручейку, который, встречая на своем пути камень, обходит его. Мы живем вместе с атеистами и должны считаться с ними и не должны делать ничего, что им не нравится», и называл это приспособленчеством и «иродовой закваской»
7 октября 1967 года назначен епископом Берлинским и Среднеевропейским, Патриаршим экзархом в Средней Европе. 20 октября возведён в сан архиепископа.
20 октября 1967 года архиепископ Владимир назначен в состав делегации Русской Православной Церкви на 4-ю Ассамблею Всемирного Совета Церквей. Он вошел в состав Центрального Комитета Всемирного Совета Церквей, как представитель Русской Церкви.
30 июля 1970 года назначен представителем Московского патриархата на Международном старокатолическом конгрессе.
1 декабря 1970 года назначен архиепископом Ростовским и Новочеркасским.
31 мая 1973 года переведён на Иркутскую и Читинскую епархию с временным управлением Хабаровской и Владивостокской епархией, где под его началом находились города от Иркутской области до Курильских островов, а также Якутия, Бурятия, весь северо-восточный край России до китайской границы.
С 17 апреля 1975 года — архиепископ Владимирский и Суздальский.
24 апреля 1980 года назначен архиепископом Краснодарским и Кубанским.
С 1981 по 1988 год — член Комиссии по подготовке и проведению празднования 1000-летия Крещения Руси.
С 12 мая 1987 года — архиепископ Псковский и Порховский. Перемещение вызвало недовольство у части общины кафедрального Екатерининского собора Краснодара: до 1989 года миряне общины просили, а затем требовали на пикетах в Чистом переулке в Москве возвращения своего архиепископа. Священный синод отказал «за неимением достаточных оснований». Архиепископ Владимир встретился с жалобщиками и убедил их прекратить кампанию.
2 марта 1992 года в Успенском патриаршем соборе Кремля патриархом Алексием II возведён в сан митрополита. Патриарх Алексий II надел на его главу свой белый клобук, в котором он сам служил в Санкт-Петербурге, будучи правящим митрополитом.
23 февраля 1993 года вторично назначен митрополитом Ростовским и Новочеркасским.
27 декабря 1995 года решением Священного Синода РПЦ назначен митрополитом Санкт-Петербургским и Ладожским и соответственно стал постоянным членом Священного синода по кафедре. 12 января 1996 года, перед отъездом в Северную столицу, в Кремлёвском Успенском патриаршем соборе Патриарх Алексий II после литургии тепло напутствовал и благословил митрополита Владимира на новое и ответственное служение в Санкт-Петербургской епархии.
Прибыл в Петербург 13 января 1996 года. В день прибытия на Московском вокзале владыку встречал мэр города Санкт-Петербурга Анатолий Собчак, многочисленное духовенство епархии и большое число православных мирян. О своем прибытии в Петербург говорил как о возвращении 33 года спустя в город, с которым связаны самые юные и самые светлые годы его священнического становления. Стал настоятелем собора Владимирской иконы Божией Матери.
Владимира иногда называют одним из самых «нелюбимых» в народе петербургских митрополитов XX века. Он пришел на смену митрополиту Иоанну (Снычёву), который придерживался крайне-правых взглядов по многим вопросам церковной и общественной жизни и активно их пропагандировал, но при этом практически не занимался административной работой.
Последователи и почитатели Иоанна доставили Владимиру немало хлопот. Они неоднократно объявляли его «еретиком-экуменистом» и смогли убедить в этом значительную часть петербургской паствы. Несколько раз при появлении митрополита перед паствой они устраивали уличные беспорядки, разбрасывались листовки с осуждениями Владимира.
В частности, в 1997 году в день именин митрополита перед воротами Александро-Невской Лавры выстроилась группа верующих, которые требовали ухода владыки на покой. Перед началом Божественной Литургии на паперти Свято-Троицкого Собора пикетчики развернули плакаты: «Митрополит-еретик, уходи от нас!», «Анафема!» и им подобные. Листовки под названием «Избави нас от лукавого», которые раздавали участники пикета заканчивались обращением: «Владыка Владимир! Уйдите на покой, уезжайте за границу, куда угодно, только избавьте нас от своего присутствия. Духовенство наше, настрадавшееся от вас, не любит вас, народ не любит и не принимает. Не доводите дело до открытого возмущения, уйдите сами…»
Новый глава Санкт-Петербургской епархии отличался от своего предшественника митрополита Иоанна, известного своими право-консервативными взглядами. Часть клира и паствы выразила недовольство новым митрополитом, в частности, его либеральными взглядами и участием в экуменической деятельности. По мнению некоторых аналитиков, корни недовольства крылись также в усилении административно-финансового контроля за деятельностью приходов. Так, на епархиальном собрании 13 февраля 1996 года митрополит Владимир «настаивал на единообразии сокращений богослужебного устава, на согласовании между приходами цен на требы, утварь и предметы обихода, на незамедлительности и точности отчислений в епархиальную кассу, чётком ведении финансовой отчётности приходов… Была подчеркнута необходимость иметь при каждом храме опись имущества, богослужебный журнал, вести протоколы приходских собраний и всю необходимую документацию; содержать в храме такой штат, который обеспечит нормальное совершение богослужений и полную положенную занятость духовенства».
За время своего служения в Санкт-Петербургской епархии сумел наладить стабильный доверительный диалог с органами власти и администрацией Санкт-Петербурга и Ленинградской области, а также взаимоотношения с общественными организациями, учебными заведениями, культурными центрами, органами администрации Санкт-Петербурга самых разных уровней.
2 января 1997 года выступил с проповедью о необходимости перехода Русской Православной Церкви на григорианский календарь, за что получил порицание патриарха Московского и всея Руси Алексия II.
С 2002 года — почетный член Санкт-Петербургской духовной академии.
Митрополит Санкт-Петербургский и Ладожский Владимир (Котляров) вошел в «Золотую десятку» людей северной столицы. Почетный «знак доверия» и диплом вручены ему 11 марта 2004 года во Дворце конгрессов в Стрельне.
27 мая 2004 года в Санкт-Петербурге отметил свой 75-летний юбилей со дня рождения. Согласно уставу Русской православной церкви, написал прошение о почислении его на покой в связи с достижением 75-летия. 17 августа 2004 года Священный синод постановил: «Просить Преосвященнейшего митрополита Владимира продолжить архипастырское служение в Санкт-Петербургской епархии».
Юбилейная книга, изданная в 2004 году и посвященная его 75-летию, названа «Архипастырь – Храмостроитель». Недаром и в Токсовском приходе все благие начинания неизменно получали его архиерейские напутствия и благословения.
В 2005 году выступая на епархиальном собрании, митрополит Санкт-Петербургский и Ладожский Владимир (Котляров) попросил клириков своей епархии одеваться, как им подобает по священному сану, не увлекаться иномарками, мобильниками и другими атрибутами обеспеченной жизни.
В 2007 году Митрополит Санкт-Петербургский и Ладожский Владимир (Котляров) высказался за сохранение исторического центра Санкт-Петербурга. Отвечая на вопросы журналистов на проходящей в ЦВЗ северной столицы выставке «Православная Русь», иерарх РПЦ МП заявил, что «историческая часть города должна быть сохранена без изменений». «Высотный «Охта-центр» или, как его называют, «кукурузный початок», нужно строить не в центре, а в новых районах», — сказал митрополит. Приводя для сравнения столицу России, он добавил, что в последнее время чувствует себя в ней неуютно из-за обилия новых огромных домов нетрадиционной конструкции.
6 декабря 2008 года, на следующий день после кончины патриарха Московского и всея Руси Алексия II, согласно пункту 13 главы IV устава Русской православной церкви как старейший по хиротонии постоянный член Священного синода председательствовал на заседании Синода, на котором митрополит Кирилл был избран местоблюстителем Московского патриаршего престола.
27 июля 2009 года решением Священного Синода Русской православной церкви включён в состав в состав членов и президиума Межсоборного присутствия Русской православной церкви. С 29 января 2010 по 26 декабря 2011 года — председатель Комиссии по вопросам богослужения и церковного искусства Межсоборного присутствия, а с 26 декабря 2011 по 23 октября 2014 года — член той же комиссии.
Митрополит Владимир (Котляров) на ежегодном собрании Санкт-Петербургской епархии РПЦ МП 24 ноября 2011 года призвал ее клириков и мирян прийти на выборы в Госдуму, «даже если итог этих выборов прогнозируем».
Митрополит Санкт-Петербургский и Ладожский Владимир подверг резкой критике «подчеркнутое проявление роскоши ряда священнослужителей» Санкт-Петербургской епархии. Особое негодование владыки вызвали дорогие иномарки, мобильные телефоны и видеомагнитофоны в монашеских кельях.
12 марта 2013 года решением Священного Синода Русской православной церкви в Санкт-Петербургскую епархии были выделены Выборгская, Гатчинская и Тихвинская епархии. В составе Санкт-Петербургской епархии остался только Санкт-Петербург. Эти епархии вошли в состав Санкт-Петербургской митрополии, главой которой был назначен митрополит Владимир.
C 28 мая 2016 года, после кончины митрополита Феодосия (Процюка), являлся старейшим по архиерейской хиротонии архиереем Русской Православной Церкви.
За время своего служения Владимир сменил 12 епархий. 12-й и последней стала Петербургская кафедра.
Одним из главных достижений митрополита Владимира считается возвращение Петербургской епархии комплекса зданий исторической Александро-Невской Лавры.
Митрополита Владимира поздравляли не с днем рождения, а с днем тезоименитства – 17 октября.
Был большим личным другом губернатора Валентины Матвиенко. Дважды выдвигали в почетные граждане города Санкт-Петербурга, и оба раза в этом звании митрополит утвержден не был.

### На покое
19 марта 2014 года почислен на покой по состоянию здоровья в связи с достижением 85-летнего возраста. Его заменил митрополит Варсонофий (Судаков). Местом пребывания митрополита Владимира Синод определил Свято-Троицкую Александро-Невскую лавру. Синод постановил предоставить митрополиту также должность почётного настоятеля храма Владимирской иконы Божией Матери в Санкт-Петербурге с получением соответствующего содержания.
Не вошёл в новый состав Межсоборного присутствия, утверждённый 23 октября 2014 года решением Священного синода.

### Кончина
Скончался 19 января 2022 года, на 93-м году жизни, после продолжительной болезни.
21 января 2022 года, в пятницу седмицы 31-й по Пятидесятнице, митрополит Санкт-Петербургский и Ладожский Варсонофий совершил Божественную литургию в Свято-Троицком соборе Александро-Невской лавры в сослужении наместника обители епископа Кронштадтского Назария и духовенства Санкт-Петербургской митрополии.
Затем правящий архиерей возглавил отпевание новопреставленного митрополита Владимира (Котлярова).
Митрополит Варсонофий огласил текст Патриаршего соболезнования в связи с кончиной владыки Владимира и напомнил присутствующим вехи жизненного пути почившего.
Соболезнования в связи с кончиной митрополита Владимира выразили губернатор Санкт-Петербурга Александр Беглов, губернатор Ленинградской области Александр Дрозденко.
Его Высокопреосвященству сослужили митрополит Петрозаводский и Карельский Константин, епископ Выборгский и Приозерский Игнатий, епископ Кронштадтский Назарий, епископ Тихвинский и Лодейнопольский Мстислав, епископ Гатчинский и Лужский Митрофан, епископ Истринский Серафим, епископ Петергофский Силуан, секретарь епархиального управления протоиерей Сергий Куксевич, клир монастыря, духовенство Санкт-Петербургской митрополии.
В храме присутствовали губернатор Санкт-Петербурга Александр Беглов, спикер Законодательного собрания Санкт-Петербурга Александр Бельский, депутат Государственной Думы ФС РФ Михаил Романов, епархиальный древлехранитель Иван Раевский, начальник отдела по связям с религиозными объединениями Администрации губернатора Санкт-Петербурга Владимир Иванов. Проститься с усопшим пришли священнослужители, сотрудники Санкт-Петербургского епархиального управления, многочисленные верующие.
Митрополит Владимир (Котляров) был погребен 21 января на Никольском кладбище Александро-Невской лавры. Литию у могилы почившего совершил епископ Кронштадтский Назарий в сослужении епископа Тихвинского Мстислава и епископа Гатчинского Митрофана.
В Санкт-Петербургской епархии 27 января отметили 9-й день по кончине митрополита Владимира (Котлярова). Божественную литургию в Свято-Троицком соборе Александро-Невской лавры совершил наместник — епископ Кронштадтский Назарий в сослужении протоиерея Сергия Куксевича, братии монастыря и духовенства митрополии.
20 января 2023 года в духовно-просветительском центре Свято-Троицкой Александро-Невской лавры в Санкт-Петербурге состоялся вечер памяти митрополита Владимира (Котлярова), приуроченный к годовщине его кончины.

## Награды
Государственные награды России
- Орден «За заслуги перед Отечеством» II степени (26 мая 2004) — за большой личный вклад в развитие духовных и культурных традиций, укрепление мира и согласия между народами[28]
- Орден «За заслуги перед Отечеством» III степени (26 мая 1999) — за большой вклад в возрождение российской духовности и укрепление гражданского мира[29]
- Орден Александра Невского (30 декабря 2012) — за высокую духовно-нравственную позицию и большой личный вклад в осуществление социально-образовательной и миссионерской деятельности[30]
- Медаль «В память 850-летия Москвы» (1997)
- Медаль «За заслуги в проведении Всероссийской переписи населения» (2004)
- Медаль «В память 300-летия Санкт-Петербурга» (2003)[31]

Поощрения Президента России
- Благодарность Президента Российской Федерации (13 января 2001) — за большой вклад в духовное и нравственное возрождение России, укрепление гражданского мира и в связи с 2000-летием христианства[32]

Ведомственные награды
- Медаль «За заслуги в проведении Всероссийской сельскохозяйственной переписи 2006 года» (Росстат, 2007)[33]

Награды субъектов Российской Федерации
- Почётный гражданин Санкт-Петербурга (2009)
- Знак отличия Ленинградской области «За вклад в развитие Ленинградской области» (2002)
- Грамота губернатора Санкт-Петербурга

Иностранные государственные награды
- Командор Национального ордена Кедра (Ливан, 1967)

Награды Русской православной церкви
- Орден Святого равноапостольного великого князя Владимира I степени (1967)
- Орден Святого равноапостольного великого князя Владимира II степени
- Орден Преподобного Сергия Радонежского I степени (1987)
- Орден Святителя Макария, митрополита Московского I степени (2004)
- Орден Преподобного Андрея Иконописца I степени (2002)
- Два ордена святого благоверного князя Даниила Московского II степени
- Орден Святителя Иннокентия, митрополита Московского и Коломенского II степени
- Орден Святителя Алексия, митрополита Московского II степени (2008)[34]
- Золотая медаль Санкт-Петербургской епархии апостола Петра
- Орден Святителя Алексия, митрополита Московского I степени (2012)[35]
- Орден священноисповедника Николая, митрополита Алма-Атинского и Казахстанского (2013)[36]
- Золотая медаль Святого апостола и евангелиста Иоанна Богослова (27 мая 2016 года, Санкт-Петербургская духовная академия)[37]

Награды иных Православных церквей
- Орден Святых равноапостольных Кирилла и Мефодия (Болгарская православная церковь)
- Орден и крест апостола и евангелиста Марка (Александрийский патриархат)
- Орден и медаль на ленте «Знамения» (Епархия Гор Ливанских)
- Орден и крест (Антиохийский патриархат)

Почётные учёные степени
- Почётный член Санкт-Петербургской духовной академии (2002)
- Почётный доктор Санкт-Петербургского государственного политехнического университета (2002)
- Почётный доктор Санкт-Петербургской государственной медицинской академии имени И. И. Мечникова

Прочие награды
- Лауреат премии «Человек года-2006» (от Русского биографического института)[38]
- Лауреат международной премии Андрея Первозванного «За веру и верность»
- Две медали, в том числе одна золотая, Советского комитета защиты мира
- Императорский Орден Святой Анны 1-й степени (2009 год, Российский императорский дом)[39]
- Императорский Орден Святого Владимира 2-й степени (12 июля 2013 года, Российский императорский дом)[40]
- Высший почётный знак хора духовенства Санкт-Петербургской митрополии (1 ноября 2011 года)[41]
- «Татьянин крест» — высшая степень Почётного знака Святой Татьяны (25 января 2012 года, Межвузовская ассоциация «Покров»)[42]
- Орден Святого князя Александра Невского I степени от Академии проблем безопасности, обороны и правопорядка[43]
- Знак ордена Святого Александра Невского — медаль «За труды и Отечество»[44]
- Серебряно-золотой знак за труды и отечество Александра Невского от президиума клуба кавалеров ордена Александра Невского[45]
- Церковно-общественный орден Святого Александра Невского[46].

## Публикации
Статьи
- Критический обзор источников и литературы по истории духовного образования в России за синодальный период. Отчет професс. стип. ЛДА. Л., 1959.
- У братьев-христиан Индии // Журнал Московской Патриархии. 1962. — № 2. — С. 23-31
- Малабарская Церковь // Журнал Московской Патриархии. 1962. — № 2. — С. 70-76
- Путешествие Святейшего Патриарха Болгарского Кирилла по Святым местам Палестины // Журнал Московской Патриархии. 1962. — № 6. — С. 55-60
- Праздник Благовещения в Назарете // Журнал Московской Патриархии. 1962. — № 6. — С. 52-53.
- Вторая Всемирная Конференция религиозных деятелей в защиту мира (Токио, 27-29 июля 1964 года) // Журнал Московской Патриархии. 1964. — № 12. — С. 40-44.
- Заседание Комиссии всемирной миссии и евангелизации Всемирного Совета Церквей // Журнал Московской Патриархии. 1965. — № 2. — С. 66-67.
- Юбилейные торжества, посвященные празднованию 1400-летия основания монастыря св. великомученицы Екатерины на Синае // Журнал Московской Патриархии. 1967. — № 1. — С. 55-60.
- Двадцатый Международный Старокатолический конгресс // Журнал Московской Патриархии. 1970. — № 11. — С. 55-56.
- Заседание Центрального комитета Всемирного Совета Церквей // Журнал Московской Патриархии. 1972. — № 11. — С. 53-59
- Заседание Центрального комитета ВСЦ в Женеве // Журнал Московской Патриархии. 1974. — № 4. — С. 55-59.
- На мирной конференции в Индии // Журнал Московской Патриархии. 1975. — № 4. — С. 49-51.
- Пребывание в Советском Союзе Генерального Секретаря Всемирного Совета Церквей д-ра Ю. К. Блейка // Журнал Московской Патриархии. 1967. — № 6. — С. 13-17.
- Всемирная Лютеранская Федерация накануне Шестой Ассамблеи // Журнал Московской Патриархии. 1977. — № 4. — С. 48-50.
- Свидетельство братской любви и церковного единения (пребывание делегации Русской Православной Церкви в Болгарии) // Журнал Московской Патриархии. 1967. — № 1. — С. 9-19.
- Неделя экуменических молитв в Женеве // Журнал Московской Патриархии. 1967. — № 10. — С. 65-66.
- Учреждение Африканской ХМК // Журнал Московской Патриархии. 1978. — № 4. — С. 42-43.
- Международная конференция за запрещение нейтронной бомбы // Журнал Московской Патриархии. 1978. — № 6. — С. 46.
- Международная конференция неправительственных организаций по разоружению // Журнал Московской Патриархии. 1978. — № 6. — С. 47.
- На десятой, Специальной сессии ООН по разоружению // Журнал Московской Патриархии. 1978. — № 10. — С. 34-35.
- Специальная сессия Всемирного Совета Мира // Журнал Московской Патриархии. 1979. — № 5. — С. 49-50.
- Богословские собеседования с Епископальной Церковью в США // Журнал Московской Патриархии. 1980. — № 2. — С. 59-61.
- Конференция неправительственных организаций в Нью-Йорке // Журнал Московской Патриархии. 1980. — № 11. — С. 38-40.
- Коммюнике, принятое на встрече представителей Церквей Советского Союза и Японии // Журнал Московской Патриархии. 1981. — № 11. — С. 47-48. (в соавторстве)
- С миссией мира и дружбы в Японии // Журнал Московской Патриархии. 1982. — № 4. — С. 41-42.
- Третья мирная конференция представителей христианских Церквей Советского Союза и Японии: коммюнике // Журнал Московской Патриархии. 1984. — № 5. — С. 48-51. (в соавторстве)
- На Всепольской конференции Христианской Общественной Ассоциации // Журнал Московской Патриархии. 1984. — № 10. — С. 35.
- Экуменическая консультация о мире и справедливости в Северо-Восточной Азии // Журнал Московской Патриархии. 1985. — № 4. — С. 67-68.

Интервью
- Беседа с митрополитом Санкт-Петербургским и Ладожским Владимиром / интервью — ответы: Владимир, митрополит Санкт-Петербургский и Ладожский, интервью — вопросы: Житенева Е. // Журнал Московской Патриархии. 1996. — № 3. — С. 28—31.
- Наше дело — молиться (беседа с митрополитом Санкт-Петербургским и Ладожским Владимиром) / интервью — ответы: Владимир, митрополит Санкт-Петербургский и Ладожский, интервью — вопросы: Жилкина М. В., ответственный секретарь Издательского Совета и «Журнала Московской Патриархии» // Журнал Московской Патриархии. 2004. — № 7. — С. 54—61.
- Митрополит Санкт-Петербургский Владимир: «И служи верно…» // patriarchia.ru, 31 декабря 2012